# Mazuecos de Valdeginate
Mazuecos de Valdeginate è un comune spagnolo di 130 abitanti situato nella comunità autonoma di Castiglia e León.